# かこちん
かこちん（3月8日 - ）は、日本の元YouTuber。広島県生まれ。本名は山根 佳子（やまね かこ）。

## 来歴
2017年にYouTuberのゆきりぬが母校である横浜国立大学の学祭を訪れた際に動画に出演し、視聴者の注目を浴びる。その後は2018年に同大学で開催されたMs YNU Contest 2018に出場し、ゆきりぬやはなおでんがんのチャンネルに複数回出演した。
ゆきりぬの視聴者から個人チャンネルの開設を願う声が上がったことを受け、2020年に個人チャンネル「日常かこちん」を開設。動画編集についてはゆきりぬに教わり、でんがんのプロデュースの下、チャンネル開設から3日で登録者数は約10万人に達した。2022年上半期に動画の更新を停止した。同年10月に橋本環奈主演の実写映画『カラダ探し』に出演し、それと連動して映画のロケ地となった廃墟での肝試しの動画を公開した。これは約半年ぶりの動画公開であった。

## 評価・影響
ゆきりぬやはなおでんがんといったYoutuberの支援を受けてのデビューについては、はじめしゃちょーや水溜りボンドなどのYoutuberが行っていた後進の育成やメンバーの独立と比較され、一連のムーブメントの一部として分析された。2022年にはゆきりぬと並び横浜国立大学に関連する女性YouTuberとして挙げられ、また後発の同大学の女性YouTuberにも影響を残している。